# 木の上の軍隊
『木の上の軍隊』（きのうえのぐんたい）は、井上ひさし原案、蓬莱竜太作による舞台劇。栗山民也演出、藤原竜也主演でこまつ座&ホリプロ公演として2013年4月5日に東京・Bunkamuraシアターコクーンにて初演された。沖縄県の伊江島を舞台に、終戦を知らぬまま2年間ガジュマルの木の上で生活した2人の日本兵の物語を実話をもとに描いた三人芝居。
『父と暮せば』『母と暮せば』と並ぶこまつ座「戦後“命”の三部作」の第2作と位置づけられ、こまつ座公演として2016年と2019年に再演された。
2025年に映画版が公開。

## 製作
1945年4月の米軍上陸から終戦を経て1947年3月まで沖縄本島北部より北西約9kmの伊江島にあるガジュマルの樹上で生きのびた沖縄県出身と宮崎県出身の2人の日本兵の実話を新聞記事で知った井上は、1985年ころより沖縄戦を題材とした芝居を構想。5年後の1990年4月に『木の上の軍隊』として東京・新宿の紀伊国屋ホールで千田是也の演出、すまけいと市川勇の二人芝居で上演が決定しポスターも完成していたが、台本が書けずに全公演が中止となった。井上はその後も沖縄を訪れるなど四半世紀にわたって戯曲の構想を続け、2009年10月に肺がんが見つかった後も病床の周りに資料を積み上げて2010年7月に予定されていた紀伊國屋サザンシアターでの上演に向けて執筆準備を進めていたが、井上の2010年4月9日の死去にともなって未完の幻の作品となった。
こまつ座社長の井上麻矢から井上の死去後「そのままになっていたアイデアを、違う作家に委ねて劇化したい」と相談を受けた栗山民也は、劇団モダンスイマーズの蓬莱竜太を推薦。井上が生前に残したものは題名と設定と2行のメモ書きのみでセリフやプロットも一切なく、蓬莱は山形県川西町の遅筆堂文庫に足を運び集められた膨大な資料に触れることで戦争から目を背けることなく正面から向き合う決意を固め、「戦争から遠い自分の世代が今、書く意味がある」「人間ドラマとして戦争がいまだに沖縄では続いているということを感覚的に伝えたい」として、3人の出演者のみでテーマに立ち向かうことを決めた。蓬莱は執筆に先立って沖縄を訪れ、2人の日本兵が実際に潜伏していた木に登って米軍包囲の中で身を潜めていた状況に思いを馳せ、島出身で島の平和を願う「新兵」を「沖縄」の、本土出身で戦争教育を受け国家を背負う「上官」を「日本」の象徴とすることによって、2人の噛み合わない関係を描くことで沖縄戦の描写に現代の沖縄と本土の関係も投影させて本作を書き下ろした。
井上が信頼を寄せ井上作品の演出を多く手掛けた栗山が演出を担当し、2010年7月の井上ひさし版への主演が決まっていた藤原竜也が3年越しで主演を務めるオマージュ企画として、2013年4月に初演された。舞台中央にそびえる大きな木の上で演じられ、大きな動作が制約されることから会話劇が中心となり、「語る女」の第三者的な立場での語りによって進行する。
2016年11月にはこまつ座オリジナル版として再演され（第115回公演）、蓬莱が書き直した上演台本をもとに、「語る女」役を演じる歌手の普天間かおりが歌う琉歌など新たな演出が盛り込まれた。2019年には第127回公演として、5月〜7月の日程で全国6都市にて再演された。

## あらすじ
沖縄・伊江島で日本軍は米軍との激しい交戦の末に壊滅的な打撃を受け、ベテラン兵士の「上官」と地元・伊江島出身の若い志願兵の「新兵」は敵の激しい銃撃の中で追い詰められやっとのことで森の中に逃げ込み、大きなガジュマルの木の上へと身を潜める。太い枝に葉が生い茂るガジュマルの木はうってつけな隠れ場所となり、木の下には仲間の死体が広がっていき、遠くの敵軍陣地は日に日に拡大していく。連絡手段もなく、援軍が現れるまで耐え凌ごうと2人は終戦を知らぬまま2年もの間木の上で2人きりの“孤独な戦争”を続け、やがて食料がつき心労も重なった時に2人の意見の対立が始まる。

## 登場人物
新兵
演 - 藤原竜也（初演）、松下洸平（再演）
島出身。おおらかな性格。初めて戦争を経験する。
上官
演 - 山西惇（初演・再演）
本土出身。生真面目な性格。戦争経験が豊富。
語る女
演 - 片平なぎさ（初演）、普天間かおり（再演）
ガジュマルの木に棲みつく精霊。

## スタッフ
- 原案：井上ひさし
- 作：蓬莱竜太
- 演出：栗山民也
- 音楽：久米大作
- 美術：松井るみ
- 照明：小笠原純
- 音響：山本浩一
- 衣裳：前田文子
- メイク：鎌田直樹
- 沖縄ことば指導：今科子
- 演出助手：田中麻衣子
- 舞台監督：加藤高
- 主催：こまつ座&ホリプロ

## 上演日程
こまつ座&ホリプロ公演
- 2013年4月5日 - 4月29日、Bunkamuraシアターコクーン
- 2013年5月3日 - 6日、天王洲 銀河劇場
- 2013年5月10日、名鉄ホール
- 2013年5月16日 - 19日、梅田芸術劇場シアター・ドラマシティ
- 2013年5月21日、 西予市宇和文化会館
- 2013年5月25日 - 26日、長崎市公会堂
- 2013年5月28日 - 29日、上野学園ホール
- 2013年6月1日 - 2日、北九州芸術劇場大ホール

こまつ座第115回公演
- 2016年11月10日 - 27日、紀伊國屋サザンシアター TAKASHIMAYA

こまつ座第127回公演
- 2019年5月11日 - 19日、紀伊國屋サザンシアター TAKASHIMAYA
- 2019年6月26日、沖縄市民会館大ホール
- 2019年7月3日 - 7日、北九州市民劇場（会員制公演）
- 2019年7月9日 - 14日、福岡市民劇場（会員制公演）
- 2019年7月17日 - 19日、長崎市民劇場（会員制公演）
- 2019年7月22日、都城市総合文化ホール大ホール

## 関連番組
- NHKスペシャル ラストメッセージ 井上ひさし最期の作品（2013年5月4日 21:00 - 21:49、NHK総合）[19]
- こまつ座「木の上の軍隊」（2016年版）（第115回公演の模様を、2017年8月13日に初回放送。不定期に再放送あり。2023年2月15日より5年間、U-NEXTでも視聴が可能。衛星劇場）[20]

## 関連商品
DVD
- 木の上の軍隊（2014年10月1日、ポニーキャニオン、PCBE-54349）

## 受賞歴
- 第39回（2013年度）菊田一夫演劇賞（栗山民也）[注 2][21]

## 映画
2025年6月13日から沖縄県内で先行上映後、同年7月25日に全国公開。監督は沖縄県出身の平一紘、主演は堤真一と山田裕貴。

### キャスト（映画）
- 山下一雄（舞台版の「上官」）：堤真一[22][23][24]
- 安慶名セイジュン（舞台版の「新兵」）：山田裕貴[22][23][24]
- 与那嶺幸一：津波竜斗[26]
- 長田：玉代㔟圭司[26]
- 松尾中尉：尚玄[26]
- 池田中尉：岸本尚泰[26]
- 安慶名郁子：城間やよい[26]
- 農道の農民男：川田広樹（ガレッジセール）[26]
- 玉城凜（子役）[26]
- 西平寿久[26]
- 花城清長[26]
- 吉田大駕（子役）[26]
- 大湾文子[26]
- 小橋川建[26]
- 蓬莱つくし[26]
- 新垣李珠[26]
- 真栄城美鈴[26]
- 宮城：山西惇[26]

### スタッフ（映画）
- 原作：『木の上の軍隊』（こまつ座・原案：井上ひさし）
- 監督・脚本：平一紘[26]
- 主題歌：Anly「ニヌファブシ」[27]
- 企画：横澤匡広[26]
- プロデューサー：横澤匡広、小西啓介、井上麻矢、大城賢吾[26]
- ラインプロデューサー：金森保[26]
- アソシエイトプロデューサー：青木真代、河原奈津子[26]
- 音楽：辺土名直子、真栄里英樹[26]
- 劇中歌民謡：普天間かおり[26]
- 撮影：砂川達則[26]
- 照明：鳥越博文[26]
- 録音：佐藤祐美[26]
- 美術：吉嶺直樹[26]
- 装飾：大坂和美[26]
- 記録：中原彩音[26]
- 助監督：青木克齊[26]
- 制作担当：米原直紀[26]
- 衣装：宮本まさ江[26]
- ヘアメイク：森田杏子、比屋根香怜[26]
- アクション監督：翁長大輔[26]
- VFXスーパーバイザー：オダイッセイ[26]
- 編集：又吉安則[26]
- 特別協賛：前田産業ホテルズ、日建ハウジング
- 協賛：Xenotoon、日建ホテルマネジメント、日建リゾート、YYY CLUB iE RESORT、すこやかホールディングス、ライデリ、マジックオーシャン、興和、ビズクル、ステーキハウス88
- 後援：沖縄県[25]
- 特別協力：伊江村[25]
- 企画協力：こまつ座[25]
- 助成：文化庁文化芸術振興費補助金（日本映画製作支援事業）独立行政法人日本芸術文化振興会
- 制作プロダクション：キリシマ一九四五、PROJECT9[25]
- 企画製作プロダクション：エコーズ[25]
- 製作幹事・配給：ハピネットファントム・スタジオ[25][26]
- 製作：映画「木の上の軍隊」製作委員会（ハピネットファントム・スタジオ、エコーズ、こまつ座、アイム・ユニバース、沖縄ファミリーマート、フェローズ、琉球朝日放送、琉球放送、沖縄テレビ放送、琉球新報、沖縄タイムス、テレビ宮崎）